# Personenstandsfälschung
Eine Personenstandsfälschung ist die Herbeiführung eines Irrtums durch Täuschung über die familienrechtlichen Verhältnisse eines anderen Menschen.

## Geschichte
Schon das römische Recht kannte die Personenstandsfälschung in Gestalt des Unterschieben eines Kindes als suppositio partus. Entscheidende Prägung hat das Delikt durch den état civil des personnes des französischen Rechts erfahren.

## Deutschland
Die Personenstandsfälschung ist gemäß § 169 Strafgesetzbuch (StGB) eine Straftat und zwar ein Vergehen, bei dem bereits der Versuch strafbar ist. 
Der Tatbestand wurde durch das am 28. November 1973 in Kraft getretene 4. Strafrechtsreformgesetz entscheidend dadurch eingeschränkt, dass mit Ausnahme der Kindesunterschiebung (vgl. unten) nur noch Handlungen in Bezug auf die Personenstandsbehörden strafbar sind. Vorher machte sich auch strafbar, wer längere Zeit gegenüber anderen Dritten einen falschen Personenstand vorspiegelte, z. B. ständig ein Pflegekind als eigenes Kind oder die Konkubine als Ehefrau bezeichnete.

### Rechtsgut
Rechtsgut der Personenstandsfälschung ist die richtige Feststellung der familienrechtlichen Verhältnisse einer Person. Abgestellt wird dabei grundsätzlich auf das Allgemeininteresse. Mit geschützt ist aber auch das Interesse des Einzelnen, seinen wahren Personenstand zutreffend zu kennen und registriert zu wissen.

### Objektive Tathandlungen
Der Straftatbestand weist drei verschiedene mögliche Tathandlungen auf. Dabei ist als Sonderfall der falschen Angaben, die nicht gegenüber einer Personenstandsbehörde erfolgen, das Unterschieben des Kindes übrig geblieben. Dies wird mit rechtsgeschichtlichen Bezügen (s. o.) und der besonderen Schutzbedürftigkeit des Säuglings und des Kleinkinds begründet.

#### Unterschieben eines Kindes
Unterschieben eines Kindes liegt bei einer Handlung vor, die dazu führt, dass das Kind der Umwelt als Kind einer anderen Frau als der tatsächlichen Mutter erscheint. Nicht erforderlich ist dagegen, dass die Mutter das Kind für ihr eigenes hält. Deshalb kann die Mutter sich das fremde Kind auch selbst unterschieben. Klassisches Beispiel ist der Austausch des in der Geburt verstorbenen Erben von Thron und Titel durch ein gesundes Bürgerkind. Ungeschriebenes Tatbestandsmerkmal ist dabei die konkrete Gefahr eines falschen Eintrags im Personenstandsregister. Nur ein Kind, das selbst noch keine zutreffenden Vorstellungen über seinen Personenstand hat, kann untergeschoben werden. 
Keine Kindesunterschiebung und damit keine strafbare Personenstandsfälschung ist das Verschweigen der Tatsache der Zeugung im Ehebruch durch die Mutter des Kindes gegenüber ihrem Ehemann (Kuckuckskind). Zum einen wird hierbei nicht die Abstammung von einer anderen Mutter vorgetäuscht und zum anderen werden auch keine falschen Eintragungen in das Personenstandsregister vorgenommen, weil der Ehemann der Mutter gemäß § 1592 Nr. 1 BGB rechtlich der Vater ist.

#### Falsche Angaben

##### Angaben
Angaben über den Personenstand macht, wer sich zu zivilrechtlich relevanten, familienrechtlichen Beziehungen einer Person zu einer anderen, also beispielsweise zu Geschlecht, Abstammung, Adoption, Verwandtschaft oder Familienstand (Eingehung der Ehe oder Lebenspartnerschaft, Scheidung usw.) äußert. Nicht hierzu zählen zum Beispiel Name oder Staatsangehörigkeit, weil diese Merkmale zwar auf eine bestimmte Person bezogen sind, aber keine Beziehung dieser Person zu einer anderen Person beschreiben.
Die Äußerung des Täters muss sich auf den Familienstand einer anderen Person beziehen, gleichgültig ob diese noch lebt oder schon verstorben ist. Angaben über den eigenen Personenstand werden von der Strafvorschrift nicht erfasst.

##### Falsch
Falsch ist die Angabe, wenn der angebliche Personenstand nicht mit dem wahren übereinstimmt. Maßgebend ist dabei grundsätzlich der rechtliche Personenstand, nicht der tatsächliche. Strafbar handelt also, wer bei der Geburt eines Kindes, dessen Eltern nicht miteinander verheiratet sind, einen Mann als Erzeuger bezeichnet, der nicht der Vater ist. Straflos handelt dagegen, wer ein rechtlich als Kind der Eheleute geltendes, aber im Ehebruch gezeugtes Kind, als eheliches Kind anmeldet.

##### Zuständige Behörde
Die Angaben müssen gegenüber einer zur Führung der Personenstandsregister zuständigen Behörde (dem Standesamt) oder einer zur Feststellung des Personenstands zuständigen Behörde erfolgen. Dies sind insbesondere auch die Gerichte, die über die Vaterschaftsfeststellung entscheiden. Stets muss es darum gehen, dass der Personenstand mit Wirkung für alle festgestellt wird. Nicht zur Feststellung des Personenstands in diesem Sinne tätig sind etwa die Polizei bei Vernehmungen oder die Sozialämter bei der Prüfung der Voraussetzungen von Sozialhilfe.

#### Unterdrückung wahrer Tatsachen
Eine Unterdrückung des Personenstands liegt vor, wenn durch andere Handlungen als durch falsche Angaben oder durch Unterlassung, die zuständige Behörde an der richtigen Beurteilung des Personenstands gehindert wird. Dies ist beispielsweise der Fall, wenn die Mutter im Vaterschaftsprozess der Wahrheit zuwider behauptet, in der gesetzlichen Empfängniszeit auch mit anderen Männern als dem Vater verkehrt zu haben. Unterdrücken durch Unterlassen begeht zum Beispiel der, welcher entgegen einer Anzeigepflicht nach dem Personenstandsgesetz (PStG) eine Geburt oder einen Sterbefall nicht dem Standesamt anzeigt.

### Subjektiver Tatbestand
In subjektiver Hinsicht setzt die Tat Vorsatz voraus, wobei Eventualvorsatz genügt. Aus welchen Motiven der Täter handelt, ob er etwa eine eigene Bereicherung anstrebt, ist ohne Bedeutung.

### Rechtswidrigkeit
Die Einwilligung der betroffenen Person ist strafrechtlich unerheblich, weil die Personenstandsfälschung kein Dispositionsdelikt ist, also nicht ein persönliches Rechtsgut des Kindes, über das dieses verfügen („disponieren“) könnte, sondern allein das öffentliche Interesse an der materiellen Richtigkeit der Personenstandsbücher geschützt ist.

### Praktische Bedeutung
In der deutschen Strafrechtspflege ist das Delikt von völlig untergeordneter Bedeutung. Die Zahl der jährlichen Verfahren lässt sich an einer Hand abzählen. Wie stets bei solchen statistischen Analysen fragt sich, ob dies daran liegt, dass die Strafvorschrift ihre Funktion erfüllt oder ob sie schlicht überflüssig ist oder ob die begangenen Straftaten nur nicht aufgedeckt werden.
Im Gegensatz zur tatsächlichen Bedeutung hat die Strafvorschrift Anfang des 21. Jahrhunderts aufgrund neuer tatsächlicher Erscheinungen im Zusammenhang mit Abstammung und Geburt in der wissenschaftlichen Diskussion breiten Raum eingenommen.

#### Anonyme Geburt
Bei der so genannten anonymen Geburt wird der Mutter durch das Krankenhaus oder das Entbindungsheim ermöglicht, ihre Personalien nicht angeben zu müssen. Die Strafbarkeit der Mutter, die als sorgeberechtigter Elternteil grundsätzlich gemäß § 19 S. 1 Nr. 1 PStG verpflichtet ist, die Geburt dem Standesamt persönlich anzuzeigen, durch Unterdrücken des Personenstands stand dabei außer Diskussion. Uneinheitlich wurde die Frage beantwortet, ob sich die anderen Beteiligten strafbar machen. Anknüpfungspunkt ist die für den Fall der Verhinderung der Eltern bestehende Verpflichtung der Ärzte und Hebammen als einer bei der Geburt zugegen gewesenen Person nach § 19 S. 1 Nr. 2 PStG und des Trägers der Einrichtung nach § 20 PStG zur Anzeige der Geburt beim Standesamt. Die einen argumentierten, es fehle am Vorsatz, weil diese Beteiligten hofften, die Mutter werde sich noch anders besinnen, sich zur Mutterschaft bekennen und das Kind in eigene Obhut nehmen. Die anderen zeigten sich überzeugt, dass die Beteiligten die Nichtfeststellung der Mutterschaft durch das Standesamt regelmäßig in ihren Vorsatz aufnehmen. Durch das Gesetz zum Ausbau der Hilfen für Schwangere und zur Regelung der vertraulichen Geburt vom 28. August 2013 hat der Gesetzgeber wegen dieser strafrechtlichen Probleme eine spezielle Regelung für die anonyme Geburt eingeführt: Wenn die Mutter gegenüber einer Beratungsstelle einen entsprechenden Wunsch äußert, muss dem Standesamt nur das Pseudonym der Mutter mitgeteilt werden. Die Daten der Mutter werden dann nur hinterlegt. Das Kind darf mit Vollendung seines 16. Lebensjahr Einsicht nehmen.

#### Babyklappe
In der strafrechtlichen Literatur besteht weitgehende Übereinstimmung, dass auch die Mutter, die ihr Kind in einer Babyklappe ablegt, eine Unterdrückung des Personenstands des Kindes begeht, da sie anzeigepflichtig ist und das Ablegen in der Babyklappe mit dem anschließenden Entfernen die Feststellung des Personenstands des Kindes jedenfalls gefährdet. Freilich bleibt stets zu prüfen, ob die Notlage solcher Mütter die Tat rechtfertigt oder jedenfalls entschuldigt.
Äußerst kontrovers ist im Schrifttum dagegen die Einschätzung des Verhaltens desjenigen, der eine Babyklappe zur Verfügung stellt. Zwar kann er selbst den Personenstand nicht falsch angeben oder unterdrücken, weil er ihn schlicht nicht kennt. Fraglich ist aber, ob er zur Tat der Mutter durch die Aufstellung der Babyklappe Beihilfe leistet. Teilweise wird vertreten, die Vorrichtung diene nur dem Schutz des Kindes, die unerkannte Flucht der Mutter werde nicht unterstützt. Andere zweifeln daran, ob der Betreiber mit dieser Flucht nicht doch rechnet und sie im Sinne eines Eventualvorsatzes billigend in Kauf nimmt.

#### Falsches Anerkenntnis der Vaterschaft
Vom Wortlaut des Gesetzes her liegt in dem Anerkenntnis der Vaterschaft durch einen Mann, der weiß, dass er das Kind biologisch nicht gezeugt hat, eine falsche Angabe über den Personenstand des Kindes gegenüber dem Standesamt.
Da es aber nach dem deutschen Familienrecht bei der Vaterschaftsanerkennung eines Kindes, dessen Eltern nicht miteinander verheiratet sind, nicht darauf ankommt, ob der die Vaterschaft anerkennende Mann wirklich biologisch der Vater des Kindes ist, wird diese Vorschrift nach der wohl überwiegenden Meinung in der strafrechtlichen Literatur durch teleologische Reduktion nicht auf unwahre Angaben bei der Vaterschaftsanerkennung angewandt. Diese Einschränkung soll auch dann gelten, wenn der Mann von der Kindsmutter getäuscht worden ist, also diese an sich nach den Grundsätzen der mittelbaren Täterschaft an sich eine Personenstandsfälschung begehen würde, wenn sie den biologischen Nichtvater durch Täuschung zur Vaterschaftsanerkennung bestimmt.
Die wohl in der Minderheit befindliche Gegenmeinung weist darauf hin, dass das falsche Anerkenntnis der Vaterschaft recht häufig als Adoption auf kaltem Wege eingesetzt wird, wenn der Ehemann das aus dem Ausland in das Inland verbrachte Kind einer nichtehelichen Mutter aus einem Entwicklungsland der Wahrheit zuwider als eigenes gegenüber dem Standesamt anerkennt und die folgende Adoption durch die Ehefrau nur noch Formsache ist. Die Umgehung der Schutzvorschriften für die Adoption stehe der Einschränkung des Tatbestands entgegen und erfordere sogar eine Strafbarkeit.

### Konkurrenzen zu anderen Strafvorschriften
Personenstandsfälschung konkurriert häufig mit mittelbarer Falschbeurkundung (§ 271 StGB), weil durch tatbestandsmäßige Handlungen der Standesbeamte veranlasst wird, eine falsche Tatsache öffentlich zu beurkunden. In diesem Fall besteht zu den Tathandlungen der unrichtigen Angabe und des Unterdrückens Spezialität, so dass die in § 169 StGB vorgesehene mildere Strafe anzuwenden ist (Privilegierung). Im Statusprozess besteht bei den Tathandlungen der falsche Angaben und Unterdrücken in der Regel Tateinheit.